# Miguel Ángel Asturias

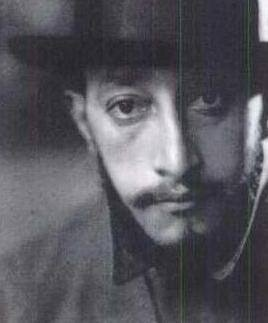
Miguel Ángel Asturias vid 20–30 års ålder.

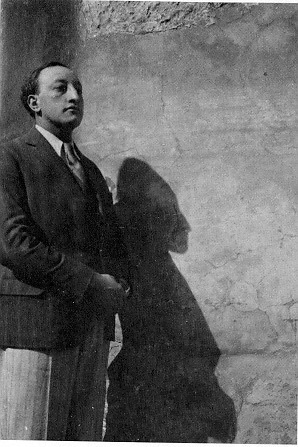
Miguel Ángel Asturias i Brittiska Palestinamandatet under 1920-talet.

Miguel Ángel Asturias, född 19 oktober 1899 i Guatemala City, död 9 juni 1974 i Madrid, var en guatemalansk författare och diplomat. Han tilldelades Nobelpriset i litteratur 1967.

## Biografi
Asturias föddes i Guatemala City men växte upp i Salamá på landsbygden. Han studerade under åren 1917–1923 vid Universidad de San Carlos de Guatemala. Under studietiden deltog han i en rad revolter mot den dåvarande diktatorn Manuel Estrada Cabrera, vilka ledde till dennes fall 1920. Efter sin examen tog han sig till Paris där han studerade på Sorbonne. Han debuterade som författare 1930 med Leyendas de Guatemala.
Han återvände till Guatemala 1933 och arbetade som journalist och senare som diplomat. Under den här tiden skrev han skrev också romanen Stormvind (Viento fuerte), den första delen i hans berömda "Bananepos", som gavs ut 1950 och följdes av Gröna påven (El papa verde, 1954), Röda kamelior och De begravdas ögon (båda Los ojos de los enterrados, 1960). Efter militärkuppen 1954 vistades under åren 1954–1966 som landsflykting i Argentina. 1956 gav han ut Weekend i Guatemala (Week-end en Guatemala) som berör kuppen. När hans gamla elev Mendez Montenegro 1966 blev president i Guatemala utnämndes han till sitt lands ambassadör i Paris. Samma år tilldelades han Lenins fredspris.
År 1967 tilldelades han Nobelpriset i litteratur med motiveringen "för hans färgstarka diktning med rötter i folklig egenart och indianska traditioner".
Han avled 1974 vid 74 års ålder. Han är gravsatt på Père-Lachaise i Paris.

### I svensk översättning
(Översättning av Karin Alin, om ej annat anges)
- 1946 – Presidenten (El señor presidente)
- 1949 – Majsmänniskor (Hombres de maíz)
- 1950 – Stormvind (Viento fuerte)
- 1954 – Gröna påven (El papa verde)
- 1956 – Weekend i Guatemala (Week-end en Guatemala)
- 1960 – Röda kamelior (Los ojos de los enterrados)
- 1960 – De begravdas ögon (Los ojos de los enterrados)
- 1963 – Mulattkvinnan (Mulata de tal, översättning: Annika Ernstson)
- 1964 – Vårlig klarvaka (Clarivigilia primaveral, tolkning Artur Lundkvist och Marina Torres)
- 1969 – Maladrón: de gröna Andernas epos (Maladrón: epopeya de los Andes verdes)

### Övrigt
- 1923 - Sociologia guatemalteca
- 1925 - Rayito de estrella
- 1928 - La Arquitectura de la Vida Nueva
- 1930 - Leyendas de Guatemala
- 1935 - Emulo lipolidón
- 1936 - Sonetos
- 1939 - Alclasán
- 1943 - Anoche, 10 de marzo de 1543
- 1948 - Sien de alondra
- 1949 - Poesía
- 1951 - Ejercicios poéticos en forma de soneto sombre temas de Horacio
- 1952 - Carta aérea a mis amigos de América
- 1955 - Bolívar
- 1955 - Obras escogidas (3 volymer)
- 1955 - Soluna
- 1957 - La audiencia de los confines
- 1959 - Nombe custodio, e Imagen pasajera
- 1961 - El alhajadito
- 1964 - Juan Giradorv
- 1964 - Teatro
- 1964 - Rumania, sua nueva imagen
- 1964 - Obras escogidas (2 volymer)
- 1965 - Sonetos de Italia
- 1965 - Clarivigilia primaveral
- 1967 - El espejo de Lida Sal
- 1968 - Torotumbo, La audiencia de los confines; Mensajes indios
- 1968 - Latinoamérica y otros ensyaos
- 1968 - Antología
- 1968 - Obras completas (3 vols.)
- 1969 - Comiendo en Hungaría (med Pablo Neruda)
- 1971 - Novelas y cuentos de juventud
- 1971 - En novelista en la universidad
- 1972 - Viernes de dolores
- 1972 - Juárez
- 1972 - América, fábula de fábulas y otros ensayos
- 1974 - Mi mejor obra
- 1977 - Tres obras
- 1977 - Tres de cuatro soles
- 1977 - Edición crítica de las obras completas (24 volymer)

## Priser och utmärkelser
- Lenins fredspris 1966
- Nobelpriset i litteratur 1967